# Margit Nagy
Margit Nagy (* 28. September 1945 in Hódmezővásárhely) ist eine ungarische Archäologin, die am Historischen Museum Budapest tätig war und zudem musikbiografische Schriften aus der russischen in die ungarische Sprache übersetzt hat.
Nagy studierte an der Eötvös-Loránd-Universität in Budapest Archäologie und Geschichte und erlangte das Diplom 1968 bei István Bóna. Die Promotion folgte 1970 bei Gyula László und István Bóna. Ihre Dissertation trägt den Titel Régészeti adatok a közép-Tisza-vidék V–VI. századi történetéhez („Archäologische Daten zur Geschichte der mittleren Theiß-Region vom 5. bis zum 6. Jahrhundert“). Ihre berufliche Laufbahn verbrachte Margit Nagy am Historischen Museum Budapest, wo sie direkt nach dem Studium eine Anstellung in der Abteilung für Urgeschichte und Völkerwanderungszeit fand. Von 1975 bis 1980 war sie stellvertretende Leiterin der Abteilung; 1989 wurde sie Leiterin der Abteilung für die Völkerwanderungszeit. In ihrer Berufstätigkeit war sie sowohl für die Bodendenkmalpflege und verschiedene Ausgrabungen im Budapester Stadtgebiet als auch für die entsprechenden Ausstellungsbereiche des Museums tätig. Daneben legte sie einige wegweisende Studien insbesondere zur Völkerwanderungszeit und zum Frühmittelalter in Ungarn vor. Diese Forschungen setzte sie auch nach ihrem Eintritt in den Ruhestand fort.
Neben ihrer archäologischen Tätigkeit interessierte Nagy sich sehr für klassische Musik und fertigte einige Übersetzungen von musikbiografischen Schriften aus der russischen in die ungarische Sprache an. Beispielsweise übersetzte sie die Memoiren der russischen Sopranistin Galina Pawlowna Wischnewskaja ins Ungarische.

## Schriften
- Régészeti adatk a köszép-Tisza-vidék V–VI. századi történetéhez [Archäologische Daten zur Geschichte des 5./6. Jahrhunderts in der mittleren Theiß-Region]. Dissertation, 1970 (ungarisch).
- Awarenzeitliche Gräberfelder im Stadtgebiet von Budapest (= Monumenta Avarorum Archaeologica. Band 2). 2 Teilbände, Magyar Nemzeti Múzeum, Budapest 1998, ISBN 963-9046-22-1 (deutsch).
- mit István Bóna: Gepidische Gräberfelder am Theissgebiet I (= Monumenta Germanorum Archaeologica Hungariae. Band 1). Magyar Nemzeti Múzeum, Budapest 2002, ISBN 963-9046-77-9 (deutsch).
- mit János Cseh, Eszter Istvánovits, Emese Lovász, Károly Mesterházy, Ibolya M. Nepper und Erika Simonyi: Gepidische Gräberfelder im Theissgebiet II (= Monumenta Germanorum Archaeologica Hungariae. Band 2). Magyar Nemzeti Múzeum, Budapest 2005, ISBN 963-7061-17-7 (deutsch).
- Állatábrázolások és az I. germán állatstílus a Közép-Duna-vidéken (Kr. u. 3–6. század). Tierdarstellungen und der germanische Tierstil I im Gebiet der Mittleren Donau (3.–6. Jahrhundert n. Chr.) (= Monumenta Germanorum Archaeologica Hungariae. Band 5). Magyar Nemzeti Múzeum, Budapest 2007, ISBN 978-963-7061-37-0 (ungarisch mit deutscher Kurzfassung).
- A Budapest, XVII. Rákoscsaba, Péceli úti császárkori barbár temető (Kr. u. 2–4. század). 2 Teilbände, Pro Aquinco Alapítvány, Budapest 2018, ISBN 978-615-00-1352-7.
  - deutsche Übersetzung: Das jüngerkaiserzeitliche Gräberfeld von Budapest-Rákoscsaba, Péceli út (2.–4. Jahrhundert). Ein grenznaher Fundort im Barbaricum gegenüber Aquincum (= Monumenta Archaeologica Barbarorum inter Pannoniam Daciamque. Band 1). 2 Teilbände, Institut für Archäologie des HUN-REN Forschungszentrums für Geisteswissenschaften, Budapest 2023, ISBN 978-615-5254-12-3, DOI:10.62150/MABiPD.1.1.2023 und DOI:10.62150/MABiPD.1.2.2023 (Open Access, deutsch).